# Erich Otto Meynen
Ernst Erich Otto Meynen (* 12. September 1890 in Elberfeld; † 15. Januar 1954 in Köln) war ein deutscher Diplomat.

## Leben
Erich Otto Meynen machte sein Abitur in Köln und studierte von 1909 bis 1912 Rechtswissenschaft und Staatswissenschaft in Oxford, Bonn und Heidelberg. 1912 wurde er zum Dr. iur. promoviert, begann ein Referendariat im preußischen Justizwesen und war bis 1913 Husar. Von 1914 bis 1918 nahm er am Ersten Weltkrieg teil. Er geriet in russische Kriegsgefangenschaft, aus welcher er entwich und in das Deutsche Reich zurückkehrte.
Meynen wurde 1920 Assessor und trat in den auswärtigen Dienst ein, wo er bis 1922 in der Abteilung X Außenhandel eingesetzt war. Von 1922 bis 1926 war er an der Gesandtschaft Helsinki akkreditiert, wo er 1925 zum Legationssekretär befördert wurde. Von 1926 bis 1928 war er an der Botschaft des Deutschen Reichs in London akkreditiert. Von 1928 bis 1931 war er als Legationsrat in der Abteilung IV Osteuropa, Skandinavien, Ostasien im Außenministerium beschäftigt. Er war mit dem deutsch-dänischen Archivabkommen befasst.
Von 1932 bis 1936 war Meynen Gesandtschaftsrat an der Gesandtschaft des Deutschen Reichs in Stockholm. Am 3. Juli 1937 beantragte er die Aufnahme in die NSDAP und wurde zum 1. Oktober desselben Jahres aufgenommen (Mitgliedsnummer 4.457.285). Ebenfalls 1937 wurde er an der Botschaft des Deutschen Reichs in Buenos Aires akkreditiert.

## Patagonia-Plot
Meynen verhandelte Anfang 1939 mit der Regierung von Argentinien ein Handelsabkommen, nach dem deutsche Unternehmen eine Eisenbahnlinie errichten und als mittelfristige Kompensation argentinische Schafwolle und Weizen geliefert würden. Beim sogenannten Patagonia-Plot handelte es sich um einen Spekulationsplan für Grundstücke, die durch die neue Eisenbahn erschlossen würden. Heinrich Jürges, ein früherer Mitarbeiter von Joseph Goebbels, lancierte Pläne von umfangreichem Grunderwerb durch das Deutsche Reich in Patagonien und zeigte anschließend bei der Polizei in Buenos Aires eine Invasion durch das Deutsche Reich in Patagonien an. In der Folge fand die Polizei bei Mitgliedern der NSDAP/AO in Buenos Aires Unterlagen, welche die These von einer deutschen Invasion in Patagonien stützten.

## Waffenhandel
Die traditionell dominante Rolle des deutschsprachigen Raumes als Waffenlieferant für Argentinien ging nach dem Ersten Weltkrieg auf Frankreich über. Die Comisión de Adquisiciones Argentinas en el Extranjero hatte ein Büro mit Mayor Juan L. Bertuch in Paris. Nach der Besetzung von Paris durch die Wehrmacht 1940 zog dieses Büro nach Rom um.
Der Leiter der argentinischen Bundespolizei, Domingo Martínez, meldete bei Eduardo Aunós Pérez Rüstungsbedarf an. Im Juli 1942 übermittelte Martínez Meynen die Möglichkeit, Panzer und Flugzeuge via Spanien zu beziehen. Am 5. September 1942 unterzeichnete Antonio Magaz für Francisco Franco mit dem argentinischen Außenminister Enrique Ruiz Guiñazú ein Handelsabkommen: Argentinien sollte 1.000.000 Tonnen Weizen und etwa 3.130 Tonnen Tabak liefern, wofür die Regierung von Francisco Franco zusagte, 30.000 Tonnen Stahl und Eisen jährlich zu liefern, zwei Handelsschiffe mit 9.000 Bruttoregistertonnen und einen Zerstörer der Cervantes-Klasse zu bauen sowie weitere Waffen und Munition zu liefern.
Die Regierung von Francisco Franco räumte schließlich gegenüber der Regierung von Argentinien ein, dass die im Vertrag zugesagte Munition nicht existierte. Daher wird angenommen, dass Spanien nur als Transferland für Waffen aus dem Machtbereich des Deutschen Reichs dienen sollte.
Das argentinische Parlament beschloss am 19. Juni 1941 die Einrichtung der Comisión Investigadora de Actividades Anti-Argentinas; dieser saß der Abgeordnete Raúl Damonte Taborda vor. Auf Grund der Berichte dieser parlamentarischen Untersuchungskommission wurde Edmund von Thermann im Dezember 1941 von der argentinischen Regierung zur Persona non grata erklärt. In der Folge wurde Meynen zum Geschäftsträger bis zum Abbruch der diplomatischen Beziehungen mit dem Deutschen Reich am 26. Januar 1944.
Von 1944 bis 1945 leitete Meynen die Argentinien-Austauschgruppe in Lissabon. Anschließend arbeitete er als Kaufmann in Lissabon.

## Weiteres
1953 trat er in den auswärtigen Dienst der Bundesrepublik Deutschland ein und wurde Vortragender Legationsrat einer Dienststelle des Auswärtigen Amtes in Bonn.
Meynen hatte 1921 in Berlin-Wilmersdorf Margarete Ispert geheiratet. Er lebte zuletzt in Leverkusen-Schlebusch. Er verstarb 1954 im Alter von 63 Jahren in der Kölner Universitätsklinik an einer Krebserkrankung.